# OCI Nitrogen
OCI Nitrogen is een Nederlands chemiebedrijf en is producent van ammoniak, kunstmest en melamine. Het bedrijf is een dochteronderneming van het Nederlandse (voorheen Egyptische) bouw- en chemieconcern Orascom Construction Industries (OCI). Het hoofdkantoor bevindt zich in het Limburgse Sittard en de voornaamste productielocaties bevinden zich in het naastgelegen Geleen, op het chemische industriecomplex Chemelot.

## Geschiedenis
Het bedrijf is ontstaan uit de overname van DSM Agro en DSM Melamine, twee dochterondernemingen van het Nederlandse chemieconcern DSM, gevestigd te Geleen. De geschiedenis van deze bedrijven gaat terug tot de Staatsmijnen in Limburg; de steenkool die werd gewonnen werd door middel van droge destillatie verwerkt tot cokes en bij dit proces kwamen grote hoeveelheden cokesovengas vrij, dat kon worden gebruikt voor de productie van ammoniak (NH3). Ammoniak is een belangrijke grondstof voor kunstmest. De productie hiervan startte in het jaar 1930. De Staatsmijnen begonnen in 1956 met de productie van de meststof ureum, die ook gebruikt kon worden voor de productie van de kunsthars melamine. De bouw van de eerste melaminefabriek startte in 1964.
In 2010 werden beide bedrijven verkocht aan Orascom Construction Industries (OCI) en fuseerden tot een zelfstandige dochteronderneming van deze Egyptische multinational. Beide bedrijfstakken bleven een aparte divisie onder de namen OCI Agro en OCI Melamine. In hetzelfde jaar werd het Rotterdamse bedrijf Micro Chemie overgenomen, waardoor het in bezit kwam van een ammoniakterminal in het Rotterdamse haven- en industriegebied Europoort.
In 2022 is het hoofdkantoor verhuisd van Geleen naar Kantorenpark Sittard.

## Activiteiten
OCI Nitrogen produceert ammoniak met behulp van het Haber-Boschproces; hierbij wordt stikstofgas (N2) omgezet tot ammoniak (NH3). Tijdens het productieproces ontstaan als bijproducten argon en koolstofdioxide (CO2). De ammoniak wordt door het bedrijf verder verwerkt tot kunstmest, maar ook tot ammoniakwater en salpeterzuur (HNO3). De vrijgekomen koolstofdioxide wordt gebruikt voor de productie van melamine (C3H6N6) en de productie van vloeibare CO2 door het bedrijf Carbolim dat op hetzelfde bedrijventerrein is gevestigd.
OCI Nitrogen telde 700 werknemers in 2014, waarvan er 475 in Nederland werkten. Naast Geleen zijn er ook productielocaties gevestigd in Jakarta, Indonesië en Shanghai, China.

## Nevenactiviteiten
Het bedrijf zet zich in de regio Zuid-Limburg in voor diverse sport- en culturele activiteiten. Van 2011 tot 2020 was OCI Nitrogen hoofdsponsor van de handbalclub Limburg Lions, die in dezelfde periode formeel de clubnaam OCI Nitrogen-Lions droeg. Sinds 2014 sponsort het bedrijf tevens het handbaltoernooi van handbalclub BFC, dat sinds 2016 formeel de naam OCI BFC toernooi draagt.